# Tarascon-sur-Ariège

Tarascon-sur-Ariège este o comună în departamentul Ariège din sudul Franței. În 1 ianuarie 2022 avea o populație de 3.060 de locuitori.

## Personalități născute aici
- Marc Dax (1771 - 1837), neurolog.